# Línguas galo-itálicas

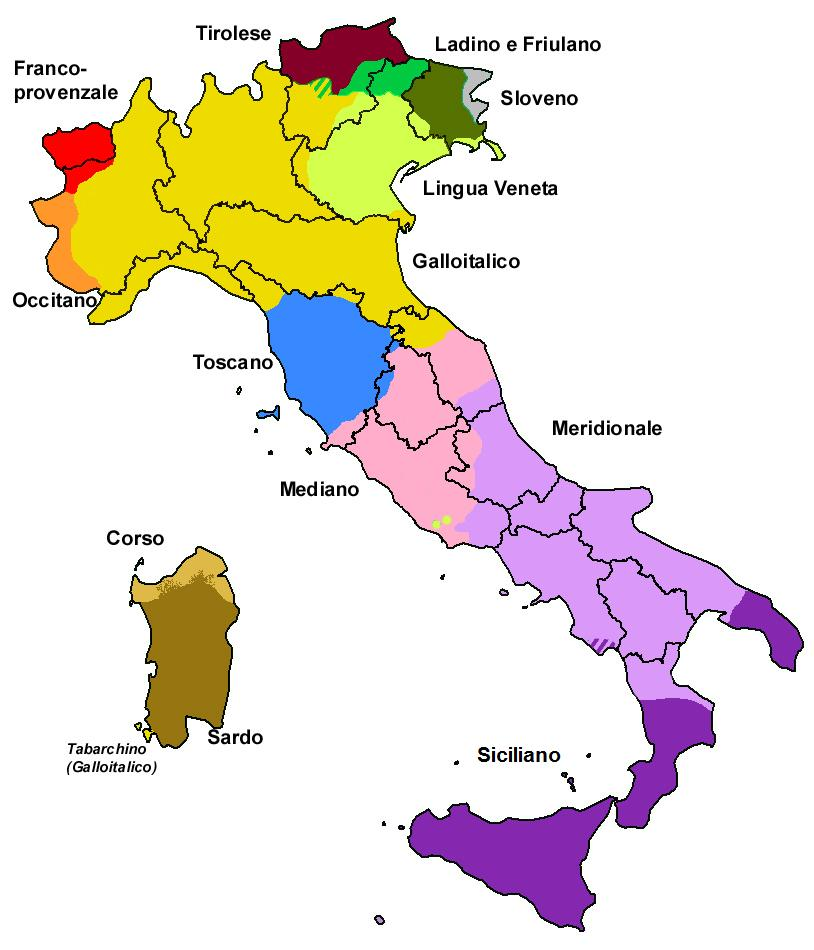
1) Galo-itálico indicado em amarelo

2) Idiomas de Itália

O galo-itálico é, segundo a classificação de Pellegrini, um grupo de idiomas  pertencente ao grupo sociolinguístico do italiano do Norte o italiano setentrional. Ocupa, no seio da família das línguas indo-europeias, uma posição intermediária entre os grupos galo-românico e ítalo-românico das línguas românicas.
Este grupo é reconhecido por quase todas as escolas da linguística românica. A composição, as definições e as discrepâncias do grupo são idênticas às do Italiano do Norte, menos o vêneto, indicado em verde claro. A classificação de Ethnologue  não tem conta deste sub-grupo senão do "italiano do Norte" no seu conjunto com o nome de "galo-italiano" (Gallo-Italian). 

## O sustrato céltico

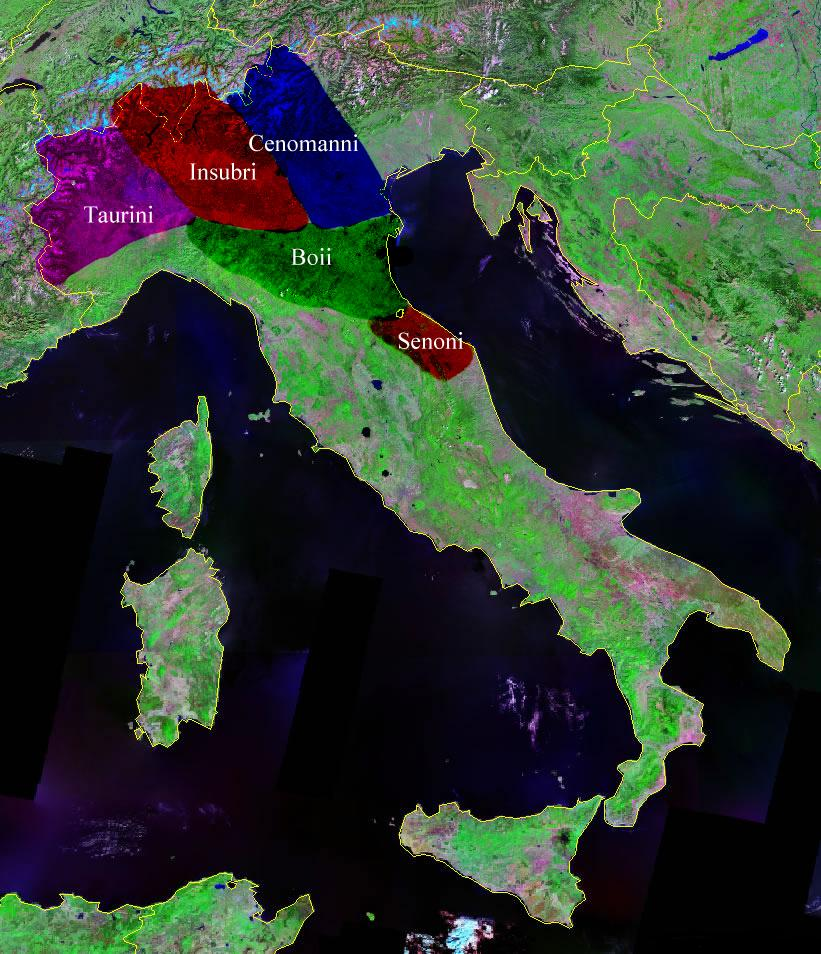
3) As tribos gaulesas em Itália

O fator unificador do galo-itálico é o comum substrato linguístico céltico, que compartilha também com o galo-românico transalpino (França). É presumível uma relação entre algumas de essas caraterísticas do galo-itálico o do francês, que tem o mesmo substrato, mas, nos dos casos, as opiniões são diversificadas.
Entre as caraterísticas "ocidentais" do galo-itálico, devidos não ao substrato céltico, destacam-se:
- o enfraquecimento das sílabas átonas (sobre tudo no dialeto emiliano e no romanholo); com isso é ainda mais evidente a validez da fronteira linguística da linha La Spezia-Rimini: Florença (italiano) settimana versus Bolonha stmèna, português "semana";
- a queda em muitos casos de consoantes finais e a falta de paragoge: Flor. amico versus Bol. amîg, pt. amigo;
- a presença em muitas variedades dos fonemas vocálicas anteriores arredondadas /y, /ø: Flor. luna versus Bol. lóṅna (a n em lóṅ- se pronuncia como na palavra long em inglês), Placência löina, Milão lüna, pt. lua;
- a sonorização das consoantes oclusivas intervocálicas lenição): Flor formica versus Bol. furmîga, pt. formiga (pronunciada como em bolonhês);
- a redução das consoantes longas presentes em latim e conservadas em italiano (escritas "-ll-", etc.): Flo. bella versus Bol. bèla, pt. "bela".[16]

Nos mapas 2) e 3) se vê a surpreendente correspondência entre os territórios dos idiomas piemontês, lombardo ocidental, lombardo oriental, emilano e romanholo com os territórios dos tribos gaulesas: Taurinos, ínsubres, Cenomanos, Boios e Sênones.

## Variedades galo-itálicas isoladas na Sicília e no Sul de Itália
Algumas variedades do italiano do Norte são faladas também na Sicília, nas partes centro- orientais da Ilha que recebeu grandes números de imigrantes do Norte de Itália durante as décadas seguintes à conquista normanda da Sicília (de 1080 até 1120 aproximadamente).  Com o passar do tempo e os intercâmbios entre essas variedades e a mesma língua siciliana, esses dialetos podem ser melhor classificados hoje como galo-sículos.
Os grandes centros onde ainda hoje estes dialetos podem ser ouvidos (em medida sempre decrescente) incluem nas províncias de Enna (comunas de Piazza Armerina, Aidone,  Nicosia e Sperlinga),  Messina (comunas de San Fratello e Novara di Sicilia).
No caso de San Fratello, alguns linguistas têm sugerido que o dialeto galo-sículo falado hoje tem o provençal como base, porque nas décadas iniciais da conquista normanda da ilha (um processo que durou uns 30 anos) a guarnição do castelo era composto por mercenários da Provença.
Os dialetos italianos do Norte não sobrevivem em algumas cidades da Catânia que foram repovoadas com grandes comunidades de "lombardos", como se chamavam os italianos do Norte, neste período, isto é Randazzo, Paternò e Bronte. No entanto, a influência do italiano do Norte nas variedades locais da língua siciliana é marcada. Existem resíduos linguísticos também nas províncias de  Palermo, Ragusa e Siracusa.
Outras variedades do italiano do Norte também são faladas desde os séculos XIII e XIV na região de Basilicata no Sul de Itália, e mais precisamente na província de Potenza.